# Dialakoro (Faranah)
Dialakoro è un comune (in francese sous-préfecture) della Guinea, parte della regione di Faranah e della prefettura di Dinguiraye.